# Napoleão João Baptista Level
Napoleão João Baptista Level (20 de novembro de 1828, Vila de São Jorge - 1915, Paris) foi um engenheiro naval brasileiro que trabalhou para o Arsenal da Marinha Imperial.

## Biografia
Napoleão João Baptista Level nasceu em Ilhéus (BA), sendo filho de Jean Baptiste Level e Hélène Lavigne Level, ambos franceses. Começou a trabalhar como aprendiz no Arsenal da Bahia aos 14 anos de idade, recebendo um salário diário de 100 réis. Revelando desde cedo excepcionais qualidades, foi mandado pelo Governo estudar engenharia naval na Europa, tornando-se assim, quando regressou em 1852, o primeiro brasileiro engenheiro naval. Em 1860 foi nomeado Diretor de Construções Navais da Corte, cargo que ocupou até 1862.
De 1862 a 1863 esteve na Europa, estudando a construção de navios encouraçados, e novamente, de 1872 a 1877, em comissão do Governo para a fiscalização da construção de navios para a Marinha. O seu primeiro navio foi o Patacho Iguassu lançado ao mar 14 de maio de 1858 que esteve presente na Guerra do Paraguai. Além de numerosos projetos de navios que não chegaram a ser construídos, Level projetou e construiu, no Arsenal da Corte, nada menos que vinte e três navios, e projetou ainda mais doze navios que foram construídos por outros arsenais, e até por estaleiros ingleses. Destacam-se, nesse período, os encouraçados e os monitores da classe Pará, construídos durante a Guerra do Paraguai. Destacam-se também a corveta Niterói (primeiro navio de propulsão a hélice construído no Brasil) e o encouraçado Sete de Setembro.
Deve-se ainda ao engenheiro Level uma importante e desinteressada contribuição para a materialização do invento de um novo formato de carena de navios, de autoria do seu colega e auxiliar engenheiro Trajano Augusto de Carvalho. Foi Level quem insistiu para que a nova carena fosse adotada em navios construídos no Arsenal da Corte, e que o engenheiro Trajano fosse à Europa patentear a sua invenção.